# 개천사
개천사는 전남 화순군 춘양면 가동리 천태산 중턱에 있는 절이다.

## 역사
신라 말기인 신라 41대 현덕왕 후기에 원적 도의 선사에 의해 창건됐다. 일제시대에는 용화사로 불렸다. 1950년 한국전쟁 당시 천불전이 소실됐다. 2001년부터 중창불사가 시작돼 대웅전, 천불전, 요사가 복원됐다.

## 볼거리
2007년 천연기념물 483호로 지정된 1천여 그루의 비자나무숲이 장관인 천년고찰이다.